# Majevac (Šipovo)
Majevac (szerbül: Мајевац) falu Bosznia-Hercegovinában, Bosanska krajina területén, a Szerb Köztársaságban, Šipovo községben. 

## Fekvése
Bosznia-Hercegovina közép-nyugati részén, Banja Lukától légvonalban 60, közúton 88 km-re délre, községközpontjától légvonalban 5 km-re, közúton 8 km-re délnyugatra, a Pljeva-folyó jobb partján és a Vitorog-hegység északi peremén emelkedő Pljevski podovi nevű fennsík alatti lejtőkön, 500 és 800 méteres tengerszint feletti magasság között található. 

## Népessége
| Nemzetiségi csoport | Népesség 1991 | Népesség 2013 |
| ------------------- | ------------- | ------------- |
| Szerb               | 238           | 156           |
| Bosnyák             | 103           | 19            |
| Horvát              | 0             | 0             |
| Jugoszláv           | 1             | 0             |
| Egyéb               | 1             | 2             |
| Összesen            | 343           | 177           |

## Története
Majevac területén az itt talált régészeti leletek tanúsága szerint már az őskortól fogva éltek emberek. A település nyugati részén, a Pljeva forrásvidéke fölé emelkedő Gradina nevű hegycsúcson már a bronzkorban vár állt, melyet a vaskorban is használtak. Az itteni középkori életről tanúskodnak a zgonovi késő középkori temető maradványai. Az itteni sírkövek a kereszténység főáramlatának behódolni nem akaró, eredetileg Boszniában élő bogumilok díszesen faragott középkori sírkövei voltak. A legrégebbi ilyen sírkövek a 12. század második feléből származnak, de csak a 14-15. században terjedtek el Bosznia-Hercegovina, Szerbia, Horvátország és Montenegró területén.
A település 1878-ig tartozott az Oszmán Birodalomhoz, majd az Osztrák-Magyar Monarchia része lett. 1879-ben az első osztrák-magyar népszámlálás során Pliva község részeként a faluban 32 házat és 300 ortodox lakost számláltak. 1910-ben a településen 59 házat, 443 ortodox szerb lakost találtak.A monarchia szétesésével 1918-ben előbb a Szerb-Horvát-Szlovén Királyság, majd 1929-től a Jugoszláv Királyság része. Jugoszlávia megszállása után a falu a Független Horvát Állam (NDH) része lett.
1945-től a település a szocialista Jugoszlávia része volt. A településen az 1991-es népszámlálás adatai szerint 343-an éltek. A Bosznia-Hercegovinában zajló polgárháború idején a Visoko Krajina többi településéhez hasonlóan a Boszniai Szerb Köztársaság része volt. A területén 1995 szeptemberéig nem volt háborús hadművelet, ekkor azonban a település területét a Horvát Köztársaság fegyveres ereje megszállta. A horvát csapatok elől a lakosság elmenekült. A daytoni békeszerződés aláírása után a település a Szerb Köztársasághoz, azon belül Šipovo községhez került.

## Nevezetességei
- Gradina – őskori erődítmény maradványai. Az erődöt három oldalról sáncok, míg az északkeleti oldalon a Pljeva völgye felé a meredek hegyoldal védte. A 807 méteres magaslat csúcsán nagy kősánc volt építve, a nyugati oldalán pedig tumulus határolta. Korát a bronzkorban és a vaskorban határozták meg.[4]

- Zgonovi – középkori temető maradványai. A temető 75 stećak sírköve időközben elpuszlult, egy sírtáblát találtak kereszt díszítéssel, de egykori felirata szintén megsemmisült.[4]